# Kanaren-Wolfsmilch

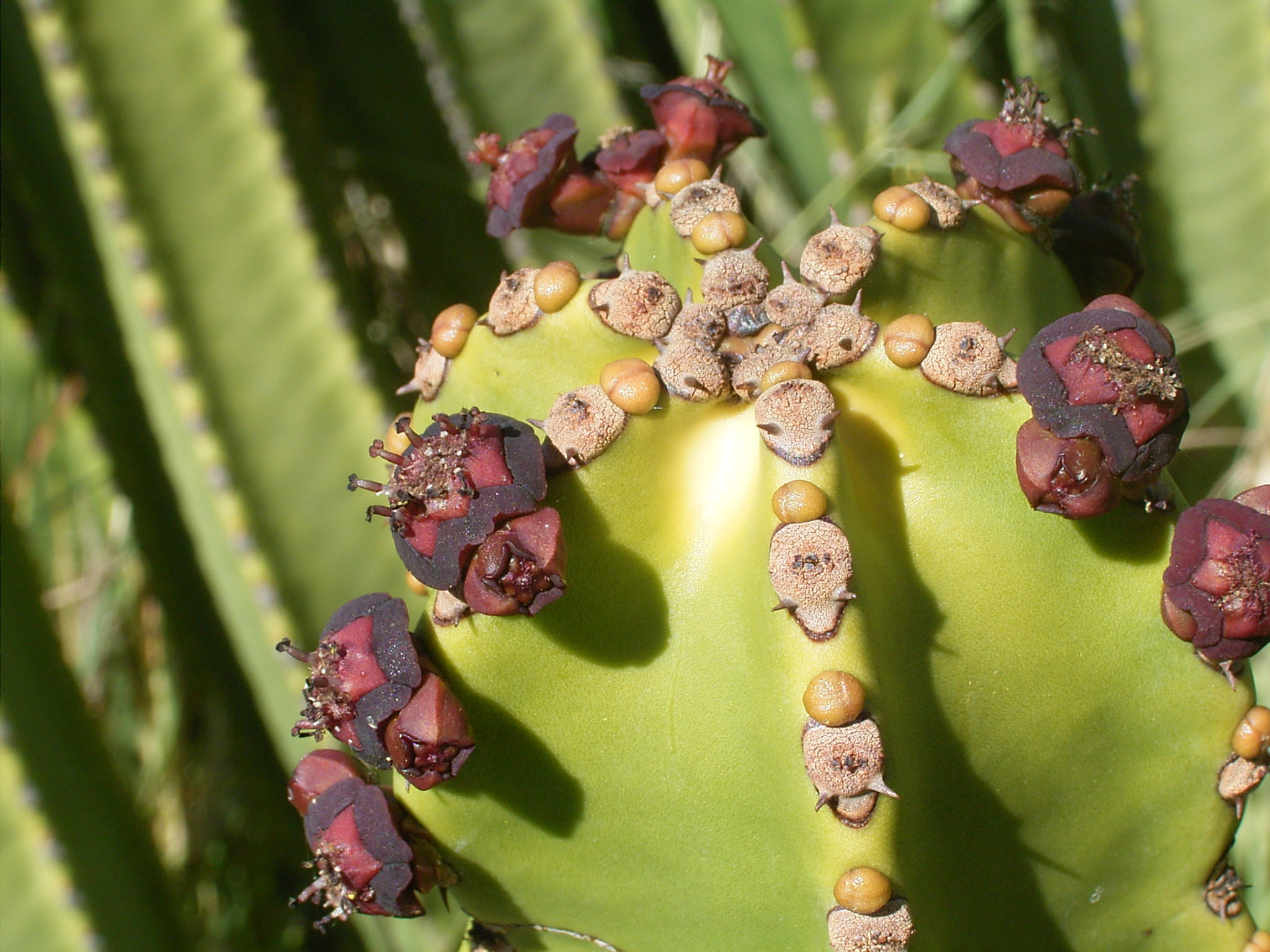
Blüten

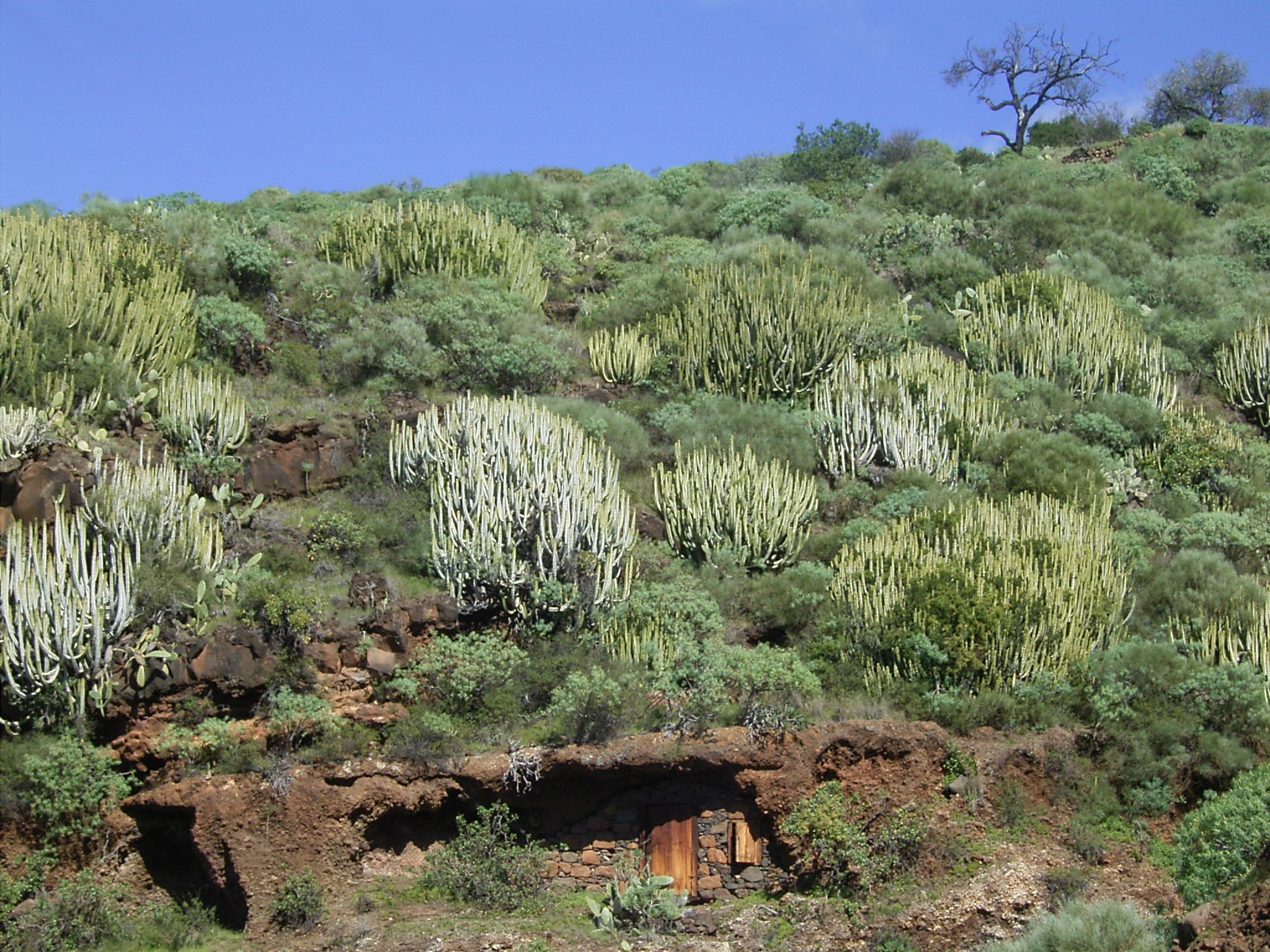
Sukkulentenbusch auf La Palma

Die Kanaren-Wolfsmilch (Euphorbia canariensis) (span. „cardón“) ist eine Pflanzenart aus der Gattung Wolfsmilch (Euphorbia) in der Familie der Wolfsmilchgewächse (Euphorbiaceae). Sie ist endemisch auf den Kanarischen Inseln und ein charakteristisches Element der Sukkulentenbuschzone der Kanaren. Es ist das Natursymbol von Gran Canaria.

## Merkmale
Die Kanaren-Wolfsmilch ist eine stammsukkulente Pflanze, die eine Wuchshöhe von 3 m erreicht. Sie ist basal stark verzweigt (bis über 100 Triebe) und kann mehrere Meter Durchmesser erreichen. Die einzelnen Triebe sind kandelaberartig nach oben gebogen. Verzweigungen oberhalb der Basis sind selten. Die einzelnen Triebe haben im Querschnitt einen Durchmesser von 8 bis 15 cm. Sie sind vier- bis sechskantig. Auf den Rippen sitzen paarweise übereinander 4 bis 5 mm lange, leicht gebogene, bräunliche Dornen. An den Sprossenden sitzen grünlichrote Cyathien: jeweils drei in einer Reihe, zwei weibliche und ein mittleres männliches Cyathium. Sie haben einen Durchmesser von ca. 8 mm. Die Nebendrüsen sind elliptisch und dunkelrot. Nach der Befruchtung entstehen zwei Reihen rotbrauner bis tiefroter Samenkapseln (Durchmesser: 5 bis 6 mm). Die Samen sind annähernd kugelig mit glatter Oberfläche.

## Standorte und Verbreitung
Die Kanaren-Wolfsmilch ist, wie bereits der Name andeutet, endemisch auf den Kanarischen Inseln. Sie ist auf allen Inseln vertreten, auf Fuerteventura und Lanzarote allerdings bereits selten geworden. Sie ist eine der Charakterarten der Sukkulentenbusch-Zone und kommt von etwa 50 m bis auf etwa 1100 m über Meereshöhe vor. In dieser Zone bildet sie oft größere Bestände, die auf Spanisch als „cardonales“ bezeichnet werden. Im Schutz größerer Exemplare der Kanaren-Wolfsmilch wachsen oft weitere Pflanzen, die dadurch vor Ziegenfraß geschützt sind.
Die Art steht auf der Roten Liste der IUCN und gilt als nicht gefährdet (Least Concern).

## Inhaltsstoffe
Der Milchsaft der Kanaren-Wolfsmilch enthält Diterpene und ist stark giftig.